# Jankowice (powiat kętrzyński)
Jankowice (niem. Jankenwalde) – wieś w Polsce położona w województwie warmińsko-mazurskim, w powiecie kętrzyńskim, w gminie Srokowo.
W latach 1975–1998 miejscowość należała administracyjnie do województwa olsztyńskiego.